# Pressure Machine
| Совокупная оценка    | Совокупная оценка |
| Источник             | Оценка            |
| -------------------- | ----------------- |
| AnyDecentMusic?      | 7.5/10            |
| Metacritic           | (79/100)          |
| Оценки критиков      |                   |
| Источник             | Оценка            |
| AllMusic             | [ 6 ]             |
| Clash                | 8/10              |
| The Guardian         | [ 8 ]             |
| The Independent      | [ 9 ]             |
| The Line of Best Fit | 9/10              |
| NME                  | [ 11 ]            |
| Paste                | 8.2/10            |
| Pitchfork            | 6.6/10            |
| Slant Magazine       | [ 14 ]            |
| Sputnikmusic         | [ 15 ]            |

Pressure Machine — седьмой студийный альбом американской рок-группы The Killers, релиз которого состоялся 13 августа 2021 года. Альбом знаменует возвращение гитариста Дэйва Кюнинга в студию для записи вместе с группой после его отсутствия в предыдущем альбоме Imploding the Mirage, в то время как басист Марк Стормер отсутствовал из-за трудностей, вызванных пандемией COVID-19 во время подготовки альбома.
Альбом Pressure Machine имел большой успех у критиков и занял хорошие позиции в чартах во многих странах. Он достиг девятого места в американском хит-параде Billboard 200 и возглавил оба жанровых чарта — Top Rock Albums и Top Folk Albums, став первым альбомом группы, попавшим в последний чарт. Диск также стал седьмым подряд альбомом группы Killers, занявшим первое место в чарте UK Albums Chart. Синглов с альбома выпущено не было, однако на песни «Quiet Town» и «Runaway Horses», а также на «The Getting By II» из делюкс-издания были сняты клипы.

## Создание
Джонатан Радо и Шон Эверетт, которые работали над Imploding the Mirage, вернулись, чтобы продюсировать альбом. Диск представляет собой концептуальный альбом, основанный на детстве вокалиста Брэндона Флауэрса, проведённом в небольшом провинциальном городке Нифай в штате Юта. В альбоме представлена совместная работа певицы Фиби Бриджерс над треком «Runaway Horses». На него сильно повлиял Брюс Спрингстин, лирические влияния также включают «Райские пастбища» Джона Стейнбека и «Уайнсбург, Огайо» Шервуда Андерсона.

## Композиция
В музыкальном плане альбом был описан как американа, хартленд-рок и фолк-рок. Флауэрс решил написать все тексты для альбома до написания музыки для альбома, и в этом процессе попытался осмыслить своё собственное детство. В «Quiet Town» Флауэрс размышлял о паре подростков Тиффани Джанэ Тейлор и Рэймонде Лео Ньютоне, которые погибли в результате аварии на переезде с поездом Union Pacific в 1994 году, когда обоим было по 17 лет. «Здесь, 25 лет спустя, на меня все ещё очень сильно повлияла эта железнодорожная катастрофа, когда я учился в восьмом классе… Погибли два старшеклассника из средней школы. Я видел одного из них тем утром. У них был ребёнок. Я не ходил на психотерапевтическую консультацию, они не были моими лучшими друзьями, но я был просто потрясён тем, насколько эмоциональным я был, когда начал писать этот стих».
Текст песни «Terrible Thing» был написан с точки зрения подростка-гея, размышляющего о самоубийстве, как описал Флауэрс: «Были дети, с которыми я рос, и о которых я узнал только спустя годы, что они геи… Должно быть, это было так тяжело. Я думаю, что мир движется в более позитивном направлении и более инклюзивном направлении, но это все ещё было в 90-х годах, и люди держали эти вещи в секрете». Песня «Runaway Horses» при участии Фиби Бриджерс была частично вдохновлена её собственным кавером на «Human» в 2019 году.

## Отзывы
Альбом получил положительные отзывы музыкальной критики и интернет-изданий. Он получил 79 из 100 баллов на интернет-агрегаторе Metacritic на основании 22 обзоров.
Нил З. Йунг из AllMusic считает, что альбом давно «созрел», сфокусирован на концепции и настроении [чтобы спасти] альбом от странной ошибки в их каталоге. Робин Мюррей из Clash считает, что Pressure Machine — это, пожалуй, самое близкое к восприятию эмоциональное ядро самой группы". Дэмиен МакКормик из The Guardian назвал альбом «их лучшим альбомом за последние годы» и «необычно размышляющим альбомом». Радиостанция KXRK из Юты похвалила альбом за его аутентичность в охвате жизни в сельской местности штата Юта, заявляя: «Я думаю, что каждый житель из маленького городка в Юте и со всей страны оценит эту впечатляющую жемчужину. Но не заблуждайтесь, он явно местный».
Стивен Лофтин из The Line of Best Fit похвалил альбом за то, что он отличается от предыдущих альбомов группы, и заявил: «Pressure Machine не создана для того, чтобы конкурировать с их ликующим инди-прошлым. Он создан, чтобы быть честным изображением жизни, которая по-своему пустынна, освещает добела тех, кто, в свою очередь, дорожит ею». В обзоре NME говорится об альбоме: «Это возвращение домой сдержанных намерений, а не возвращение напыщенных героев, к которым они, вероятно, привыкли — скромность и утонченность им подходят».
Сал Чинквемани из Slant Magazine положительно отнёсся к альбому и назвал его «самой сдержанной в плане звука работой группы на сегодняшний день». Sputnikmusic похвалил альбом, заявив: «Это почти невероятно, насколько более глубокие, зрелые и цельные все тексты песен и символика здесь по сравнению с любыми предыдущими работами Killers. Очевидно, что последствия пандемии и изменение обстановки в родном городе Брэндона выявили лучшее что есть в нём, а в свою очередь, и во всей группе».

## Итоговые списки
| Публикация       | Список                     | Ранг | Ссылка |
| ---------------- | -------------------------- | ---- | ------ |
| NME              | The 50 Best Albums Of 2021 | 30   | [ 23 ] |
| Slant Magazine   | The 50 Best Albums Of 2021 | 25   | [ 24 ] |
| The Boston Globe | The 60 Best Albums Of Year | н/д  | [ 25 ] |
| UPROXX           | The Best Albums Of 2021    | н/д  | [ 26 ] |

## Коммерческий успех
Альбом дебютировал на девятом месте в американском хит-параде Billboard 200, став их седьмым подряд диском в лучшей десятке top 10. Прошлый их студийный альбом также достиг девятой позиции в чарте США в сентябре 2020 года.
В Великобритании альбом возглавил национальный хит-парад Official U.K. Albums Chart в седьмой раз в карьере группы и, таким образом, все семь студийных альбомов были номером один в Соединённом Королевстве. Впервые это произошло в 2005 году с Hot Fuss. С учётом сольной работы для фронтмена The Killers Брэндона Флауэрса это его девятый подряд альбом, возглавляющий чарты, что является рекордом в Великобритании. Среди его коллег подобного достигали Coldplay (восемь), Oasis (семь) и Arctic Monkeys (шесть).

## Список композиций
Авторы всех треков Брэндон Флауэрс и Джонатан Радо, кроме отмеченных.
| №                   | Название                                     | Автор(ы)                      | Длительность |
| ------------------- | -------------------------------------------- | ----------------------------- | ------------ |
| 1.                  | «West Hills»                                 |                               | 5:42         |
| 2.                  | «Quiet Town»                                 |                               | 4:45         |
| 3.                  | «Terrible Thing»                             | Флауэрс                       | 3:52         |
| 4.                  | «Cody»                                       | Флауэрс Rado Ронни Вануччи-мл | 3:50         |
| 5.                  | «Sleepwalker»                                |                               | 4:27         |
| 6.                  | «Runaway Horses» (при участии Фиби Бриджерс) | Флауэрс                       | 3:54         |
| 7.                  | «In the Car Outside»                         | Флауэрс Rado Дэйв Кюнинг      | 5:28         |
| 8.                  | «In Another Life»                            |                               | 3:45         |
| 9.                  | «Desperate Things»                           |                               | 5:16         |
| 10.                 | «Pressure Machine»                           | Флауэрс Rado Кюнинг           | 5:09         |
| 11.                 | «The Getting By»                             |                               | 5:09         |
| Общая длительность: | Общая длительность:                          | Общая длительность:           | 51:17        |

| №                   | Название                                    | Автор(ы)             | Длительность |
| ------------------- | ------------------------------------------- | -------------------- | ------------ |
| 1.                  | «West Hills»                                |                      | 5:08         |
| 2.                  | «Quiet Town»                                |                      | 4:16         |
| 3.                  | «Terrible Thing»                            | Флауэрс              | 3:56         |
| 4.                  | «Cody»                                      | Флауэрс Rado Вануччи | 3:37         |
| 5.                  | «Sleepwalker»                               |                      | 4:04         |
| 6.                  | «Runaway Horses» (при участии Фиби Бриджес) | Флауэрс              | 3:24         |
| 7.                  | «In the Car Outside»                        | Флауэрс Rado Keuning | 4:48         |
| 8.                  | «In Another Life»                           |                      | 3:13         |
| 9.                  | «Desperate Things»                          |                      | 5:21         |
| 10.                 | «Pressure Machine»                          | Флауэрс Rado Кюнинг  | 4:44         |
| 11.                 | «The Getting By»                            |                      | 3:48         |
| Общая длительность: | Общая длительность:                         | Общая длительность:  | 46:19        |

## Участники записи
- Брэндон Флауэрс — вокал (все треки), синтезатор (1-5, 7-8, 10), фортепиано (1, 9)
- Дэйв Кюнинг — гитара (1, 4-8, 10), педальная стил-гитара (6)
- Ронни Вануччи-младший — ударные, гитара (4)
- другие

## Чарты
| Чарт (2021)                            | Высшая позиция |
| -------------------------------------- | -------------- |
| Австралия (ARIA)                       | 6              |
| Австрия (Ö3 Austria)                   | 5              |
| Бельгия/Фландрия (Ultratop)            | 8              |
| Бельгия/Валлония (Ultratop)            | 16             |
| Канада (Canadian Albums Chart)         | 31             |
| Нидерланды (Album Top 100)             | 17             |
| Финляндия (Suomen virallinen lista)    | 45             |
| Германия (Offizielle Top 100)          | 7              |
| Ирландия (Irish Albums Chart)          | 6              |
| Новая Зеландия (RMNZ)                  | 18             |
| Шотландия (Scottish Albums Chart)      | 1              |
| Швейцария (Schweizer Hitparade)        | 4              |
| Великобритания (UK Albums Chart)       | 1              |
| США (Billboard 200)                    | 9              |
| США (Billboard Top Alternative Albums) | 2              |
| США (Billboard Top Rock Albums)        | 1              |
| США (Billboard Folk Albums)            | 1              |

| Чарт (2021)                             | Позиция |
| --------------------------------------- | ------- |
| США (Top Rock Albums, Billboard)        | 96      |
| США (Top Alternative Albums, Billboard) | 50      |